# Delphacodes balli
Delphacodes balli är en insektsart som beskrevs av Frederick Arthur Godfrey Muir och Giffard 1924. Delphacodes balli ingår i släktet Delphacodes och familjen sporrstritar. Inga underarter finns listade i Catalogue of Life.